# Sezonul de Formula 1 din 2007
Campionatul Mondial de Formula 1 din 2007 a fost cel de-al 61-lea sezon al curselor auto pentru mașinile de Formula 1, recunoscut de organismul de conducere al sportului internațional, Federația Internațională de Automobilism, ca fiind competiția de cea mai înaltă clasă pentru mașinile de curse. A inclus cea de-a 58-a ediție a Campionatului Mondial al Piloților, și a 50-a ediție a Campionatului Mondial al Constructorilor. Sezonul a fost disputat pe parcursul a șaptesprezece curse, începând în Australia pe 18 martie și terminându-se în Brazilia pe 21 octombrie. Un subiect major de discuție al sezonului a fost o controversă de spionaj ce a implicat echipele Ferrari și McLaren, care a dus la excluderea lui McLaren din Campionatul Constructorilor. Drept urmare, Ferrari a câștigat campionatul la Marele Premiu al Belgiei. Sezonul 2007 a anunțat sfârșitul Acordului Concorde existent între constructorii de Formula 1 existenți și Bernie Ecclestone. În special, Mercedes-Benz, BMW și Honda au avut o serie de dezacorduri restante cu FIA și Ecclestone din motive financiare și tehnice. Aceștia amenințaseră că vor boicota Formula 1 începând cu sezonul 2008 și, în schimb, își vor organiza propria serie rivală, înainte de a semna un memorandum de înțelegere la Marele Premiu al Spaniei din 2006.
Campionatul la Piloți a fost câștigat de Kimi Räikkönen de la Ferrari, cu un punct avans în ultima cursă a sezonului, făcându-l pe Räikkönen al treilea pilot finlandez care a luat titlul. Un recurs al echipei McLaren privind legalitatea unor mașini în cursa finală ar fi putut modifica clasamentul campionatului, dar pe 16 noiembrie, recursul a fost respins de Curtea Internațională de Apel, confirmând rezultatele campionatului. Räikkönen a intrat în cursa finală de pe poziția a treia în clasamentul piloților, dar a devenit campion după linia de sosire, lucru realizat pentru prima dată de Giuseppe Farina în 1950.
Renault, care a fost campioana en-titre la constructori, s-a dovedit a fi necompetitivă, mașina lor, R27, luând locul trei în clasamentul constructorilor (după descalificarea lui McLaren de pe locul doi). Renault a atins un podium în timpul sezonului, Heikki Kovalainen terminând pe locul al doilea la Marele Premiu al Japoniei din 2007 afectat de ploaie.
Retragerea lui Michelin din Formula 1 la sfârșitul anului 2006 a însemnat că Bridgestone a fost singurul furnizor de anvelope pentru 2007. Sezonul acesta a marcat și al șaptelea și ultimul sezon, de la reintroducerea sa în 2001, în care utilizarea controlului tracțiunii a fost permisă în Formula 1. Unitățile de control electronice (ECU) standardizate au fost mandatate de FIA începând cu sezonul 2008, ceea ce a interzis echipelor să folosească acest tip de tehnologie.

## Piloții și echipele înscrise în campionat
Piloții și echipele următoare au fost incluse în sezonul din 2007 al campionatului. Echipele au concurat cu anvelopele furnizate de Bridgestone.
| Imagine          | Concurent                   | Constructor | Motor            | Șasiu          | Piloți           | Piloți               | Piloți    |
| ---------------- | --------------------------- | ----------- | ---------------- | -------------- | ---------------- | -------------------- | --------- |
| Imagine          | Concurent                   | Constructor | Motor            | Șasiu          | Nr.              | Numele pilotului     | Etape     |
| McLaren MP4-22   | Vodafone McLaren Mercedes   | McLaren     | Mercedes FO 108T | MP4-22         | 1                | Fernando Alonso      | Toate     |
| McLaren MP4-22   | Vodafone McLaren Mercedes   | McLaren     | Mercedes FO 108T | MP4-22         | 2                | Lewis Hamilton       | Toate     |
| Renault R27      | ING Renault F1 Team         | Renault     | Renault RS27     | R27            | 3                | Giancarlo Fisichella | Toate     |
| Renault R27      | ING Renault F1 Team         | Renault     | Renault RS27     | R27            | 4                | Heikki Kovalainen    | Toate     |
| Ferrari F2007    | Scuderia Ferrari Marlboro   | Ferrari     | Ferrari 056 2007 | F2007          | 5                | Felipe Massa         | Toate     |
| Ferrari F2007    | Scuderia Ferrari Marlboro   | Ferrari     | Ferrari 056 2007 | F2007          | 6                | Kimi Räikkönen       | Toate     |
| Honda RA107      | Honda Racing F1 Team        | Honda       | Honda RA807E     | RA107          | 7                | Jenson Button        | Toate     |
| Honda RA107      | Honda Racing F1 Team        | Honda       | Honda RA807E     | RA107          | 8                | Rubens Barrichello   | Toate     |
| BMW Sauber F1.07 | BMW Sauber F1 Team          | BMW         | BMW P86/7        | F1.07          | 9                | Nick Heidfeld        | Toate     |
| BMW Sauber F1.07 | BMW Sauber F1 Team          | BMW         | BMW P86/7        | F1.07          | 10               | Robert Kubica        | 1–6, 8–17 |
| BMW Sauber F1.07 | BMW Sauber F1 Team          | BMW         | BMW P86/7        | F1.07          | 10               | Sebastian Vettel     | 7         |
| Toyota TF107     | Panasonic Toyota Racing     | Toyota      | Toyota RVX-07    | TF107          | 11               | Ralf Schumacher      | Toate     |
| Toyota TF107     | Panasonic Toyota Racing     | Toyota      | Toyota RVX-07    | TF107          | 12               | Jarno Trulli         | Toate     |
| Red Bull RB3     | Red Bull Racing             | Red Bull    | Renault RS27     | RB3            | 14               | David Coulthard      | Toate     |
| Red Bull RB3     | Red Bull Racing             | Red Bull    | Renault RS27     | RB3            | 15               | Mark Webber          | Toate     |
| Williams FW29    | AT&T Williams               | Williams    | Toyota RVX-07    | FW29           | 16               | Nico Rosberg         | Toate     |
| Williams FW29    | AT&T Williams               | Williams    | Toyota RVX-07    | FW29           | 17               | Alexander Wurz       | 1–16      |
| Williams FW29    | AT&T Williams               | Williams    | Toyota RVX-07    | FW29           | 17               | Kazuki Nakajima      | 17        |
| STR STR2         | Scuderia Toro Rosso         | STR         | Ferrari 2006     | STR2           | 18               | Vitantonio Liuzzi    | Toate     |
| STR STR2         | Scuderia Toro Rosso         | STR         | Ferrari 2006     | STR2           | 19               | Scott Speed          | 1–10      |
| STR STR2         | Scuderia Toro Rosso         | STR         | Ferrari 2006     | STR2           | Sebastian Vettel | 11–17                |           |
| Spyker F8-VII    | Etihad Aldar Spyker F1 Team | Spyker      | Ferrari 056 2006 | F8-VII F8-VIIB | 20               | Adrian Sutil         | Toate     |
| Spyker F8-VII    | Etihad Aldar Spyker F1 Team | Spyker      | Ferrari 056 2006 | F8-VII F8-VIIB | 21               | Christijan Albers    | 1–9       |
| Spyker F8-VII    | Etihad Aldar Spyker F1 Team | Spyker      | Ferrari 056 2006 | F8-VII F8-VIIB | 21               | Markus Winkelhock    | 10        |
| Spyker F8-VII    | Etihad Aldar Spyker F1 Team | Spyker      | Ferrari 056 2006 | F8-VII F8-VIIB | 21               | Sakon Yamamoto       | 11–17     |
| Super Aguri SA07 | Super Aguri F1 Team         | Super Aguri | Honda RA807E     | SA07           | 22               | Takuma Sato          | Toate     |
| Super Aguri SA07 | Super Aguri F1 Team         | Super Aguri | Honda RA807E     | SA07           | 23               | Anthony Davidson     | Toate     |
| Surse:           |                             |             |                  |                |                  |                      |           |

### Schimbări la echipe
- Midland F1 a fost vândută companiei neerlandeze, Spyker Cars, și a devenit Spyker F1 Team. Noua echipă nu va moșteni palmaresul echipei Midland F1.
- Cosworth a părăsit Formula 1 la finele sezonului 2006, dar nu ca urmare a unei decizii interne, ci din cauză că nu și-a găsit un partener.
- Ross Brawn și Paolo Martinelli, ambii de la Scuderia Ferrari, au părăsit Formula 1 la finele sezonului 2006.
- Producătorul de pneuri Michelin s-a retras din campionat la finele sezonului 2006.
- Lucky Strike și Mild Seven, producătorii de tutun care au sponsorizat echipele Honda și Renault au părăsit Formula 1.
- Vodafone a părăsit Scuderia Ferrari, acolo unde era sponsor secundar, și și-a unit forțele cu McLaren acolo unde a devenit sponsor principal.
- ING a devenit sponsorul principal al echipei Renault.
- Următoarele echipe și-au schimbat furnizorul de motoare:
  - Red Bull va primi motoare de la Renault în detrimentul Ferrari;
  - Williams va primi motoare de la Toyota în detrimentul Cosworth;
  - Scuderia Toro Rosso va primi motoare de la Ferrari în detrimentul Cosworth;
  - Spyker va primi motoare de la Ferrari.

### Schimbări la piloți
- Michael Schumacher s-a retras din Formula 1 la finele sezonului 2006, părăsind-o pe Ferrari.
- Următorii piloți și-au schimbat echipele la care au evoluat în 2006:
  - Fernando Alonso a plecat la McLaren după ce a părăsit pe Renault;
  - Kimi Räikkönen a plecat la Ferrari după ce a părăsit pe McLaren;
  - Mark Webber a plecat la Red Bull după ce a părăsit pe Williams;
- Următorii piloți au debutat în Formula 1 în prima cursă a sezonului 2007:
  - Heikki Kovalainen la Renault;
  - Lewis Hamilton la McLaren;
  - Adrian Sutil la Spyker.
- Alexander Wurz a revenit în Formula 1 ca și pilot. Ultima sa apariție a fost în 2005.
- Anthony Davidson a revenit și el în Formula 1 ca și pilot. Ultima sa apariție a fost în 2005.

## Calendar

Națiunile care au găzduit curse de Formula 1 în 2007 sunt arătate în verde. Națiunile care au găzduit curse de Formula 1 în trecut sunt arătate în gri închis

Calendarul final a fost lansat pe 18 octombrie 2006.
| 1.                                                  | 2.                                        | 3.                                          | 4.                                    |
| --------------------------------------------------- | ----------------------------------------- | ------------------------------------------- | ------------------------------------- |
| Marele Premiu al Australiei 16-18 martie            | Marele Premiu al Malaysiei 6-8 aprilie    | Marele Premiu al Bahrainului 13-15 aprilie  | Marele Premiu al Spaniei 11-13 mai    |
| Albert Park (S)                                     | Sepang (P)                                | Sakhir (P)                                  | Catalunya (P)                         |
| 5.                                                  | 6.                                        | 7.                                          | 8.                                    |
| Marele Premiu al Principatului Monaco 24, 26-27 mai | Marele Premiu al Canadei 8-10 iunie       | Marele Premiu al Statelor Unite 15-17 iunie | Marele Premiu al Franței 29 iun-1 iul |
| Monaco (S)                                          | Gilles Villeneuve (S)                     | Indianapolis (P)                            | Magny-Cours (P)                       |
| 9.                                                  | 10.                                       | 11.                                         | 12.                                   |
| Marele Premiu al Marii Britanii 6-8 iulie           | Marele Premiu al Europei 20-22 iulie      | Marele Premiu al Ungariei 3-5 august        | Marele Premiu al Turciei 24-26 august |
| Silverstone (P)                                     | Nürburgring (P)                           | Hungaroring (P)                             | Istanbul Park (P)                     |
| 13.                                                 | 14.                                       | 15.                                         | 16.                                   |
| Marele Premiu al Italiei 7-9 septembrie             | Marele Premiu al Belgiei 14-16 septembrie | Marele Premiu al Japoniei 28-30 septembrie  | Marele Premiu al Chinei 5-7 octombrie |
| Monza (P)                                           | Spa-Francorchamps (P)                     | Fuji (P)                                    | Shanghai (P)                          |
| 17.                                                 |                                           |                                             |                                       |
| Marele Premiu al Braziliei 19-21 octombrie          |                                           |                                             |                                       |
| Interlagos (P)                                      |                                           |                                             |                                       |
| (P) - pistă; (S) - stradă. Surse:                   |                                           |                                             |                                       |

- Marele Premiu al Japoniei își schimbă gazda de la Suzuka la Fuji
- Marele Premiu al Germaniei nu are loc, dar este organizat în continuare un Mare Premiu în Germania, Marele Premiu al Europei, cu gazda la Nürburgring.
- Marele Premiu al Belgiei este reprimit în campionat după un an de absență.

## Schimbări de regulament
- Motoarele folosite în Marele Premiu al Japoniei din 2006 vor fi folosite, din punct de vedere al caracteristicilor, și în sezoanele 2007 și 2008, dezvoltarea lor fiind interzisă;
- Nicio echipă nu mai are dreptul să folosească trei mașini în timpul antrenamentelor de vineri;
- Echipele au dreptul să folosească trei piloți în timpul antrenamentelor de vineri, dar doar două mașini;
- Cele două sesiuni de antrenamente de vineri vor avea 90 minute fiecare, față de 60 minute în 2006;
- Motoarele schimbate în timpul antrenamentelor de vineri nu vor atrage penalizarea de zece locuri pe grila de start așa cum a fost până acum;
- Toate mașinile vor trebui sa aibă în cockpit beculețe în culorile roșu, galben, verde, amplasate într-un loc vizibil pilotului. Acestea vor indica diverse semnale: roșu înseamnă că antrenamentul, sesiunea de calificări sau, după caz, cursa, au fost oprite, iar pilotul este obligat să se retragă la boxe, galben înseamnă pericol pe circuit, orice depășire fiind interzisă, verde înseamnă că totul poate decurge normal;
- Opririle la boxe în timpul intrării pe pistă a safety carului sunt de-acum interzise.

## Rezultate și clasamente

### Marile Premii
| Etapa | Mare Premiu                | Pole position   | Cel mai rapid tur | Pilotul câștigător | Constructorul câștigător | Raport | Lider | Lider |
| Etapa | Mare Premiu                | Pole position   | Cel mai rapid tur | Pilotul câștigător | Constructorul câștigător | Raport | Pilot | Dif.  |
| ----- | -------------------------- | --------------- | ----------------- | ------------------ | ------------------------ | ------ | ----- | ----- |
| 1     | MP al Australiei           | Kimi Räikkönen  | Kimi Räikkönen    | Kimi Räikkönen     | Ferrari                  | Raport | RAI   | 2     |
| 2     | MP al Malaysiei            | Felipe Massa    | Lewis Hamilton    | Fernando Alonso    | McLaren-Mercedes         | Raport | ALO   | 2     |
| 3     | MP al Bahrainului          | Felipe Massa    | Felipe Massa      | Felipe Massa       | Ferrari                  | Raport | ALO   | 0     |
| 4     | MP al Spaniei              | Felipe Massa    | Felipe Massa      | Felipe Massa       | Ferrari                  | Raport | HAM   | 2     |
| 5     | MP al Principatului Monaco | Fernando Alonso | Fernando Alonso   | Fernando Alonso    | McLaren-Mercedes         | Raport | ALO   | 0     |
| 6     | MP al Canadei              | Lewis Hamilton  | Fernando Alonso   | Lewis Hamilton     | McLaren-Mercedes         | Raport | HAM   | 8     |
| 7     | MP al Statelor Unite       | Lewis Hamilton  | Kimi Räikkönen    | Lewis Hamilton     | McLaren-Mercedes         | Raport | HAM   | 10    |
| 8     | MP al Franței              | Felipe Massa    | Felipe Massa      | Kimi Räikkönen     | Ferrari                  | Raport | HAM   | 14    |
| 9     | MP al Marii Britanii       | Lewis Hamilton  | Kimi Räikkönen    | Kimi Räikkönen     | Ferrari                  | Raport | HAM   | 12    |
| 10    | MP al Europei              | Kimi Räikkönen  | Felipe Massa      | Fernando Alonso    | McLaren-Mercedes         | Raport | HAM   | 2     |
| 11    | MP al Ungariei             | Lewis Hamilton  | Kimi Räikkönen    | Lewis Hamilton     | McLaren-Mercedes         | Raport | HAM   | 7     |
| 12    | MP al Turciei              | Felipe Massa    | Kimi Räikkönen    | Felipe Massa       | Ferrari                  | Raport | HAM   | 5     |
| 13    | MP al Italiei              | Fernando Alonso | Fernando Alonso   | Fernando Alonso    | McLaren-Mercedes         | Raport | HAM   | 3     |
| 14    | MP al Belgiei              | Kimi Räikkönen  | Felipe Massa      | Kimi Räikkönen     | Ferrari                  | Raport | HAM   | 2     |
| 15    | MP al Japoniei             | Lewis Hamilton  | Lewis Hamilton    | Lewis Hamilton     | McLaren-Mercedes         | Raport | HAM   | 12    |
| 16    | MP al Chinei               | Lewis Hamilton  | Felipe Massa      | Kimi Räikkönen     | Ferrari                  | Raport | HAM   | 4     |
| 17    | MP al Braziliei            | Felipe Massa    | Kimi Räikkönen    | Kimi Räikkönen     | Ferrari                  | Raport | RAI   | 1     |

### Sistemul de punctaj
Punctele sunt acordate primilor opt piloți care au terminat în fiecare cursă, folosind următoarea structură:
| Loc    | 1  | 2 | 3 | 4 | 5 | 6 | 7 | 8 |
| Puncte | 10 | 8 | 6 | 5 | 4 | 3 | 2 | 1 |

Pentru a obține toate punctele, câștigătorul cursei trebuie să termine cel puțin 75% din distanța programată. Jumătate de puncte sunt acordate dacă câștigătorul cursei termină mai puțin de 75% din distanță, cu condiția terminării a cel puțin două tururi complete. În cazul de egalitate la încheierea campionatului, se folosește un sistem de numărătoare, cel mai bun rezultat fiind folosit pentru a decide clasamentul final.
Note
- ^1 - În cazul în care nu sunt încheiate două tururi complete, nu se acordă nici un punct și cursa este abandonată.
- ^2 - În cazul în care doi sau mai mulți piloți realizează același cel mai bun rezultat de un număr egal de ori, se va folosi următorul cel mai bun rezultat. Dacă doi sau mai mulți piloți vor avea un număr egal de rezultate de un număr egal de ori, FIA va nominaliza câștigătorul conform unor criterii pe care le va considera potrivite.

### Clasament Campionatul Mondial al Piloților
| Poz. | Pilot                | AUS  | MAL | BHR  | ESP  | MON  | CAN | USA | FRA  | GBR | EUR | HUN | TUR | ITA  | BEL | JPN  | CHN | BRA | Puncte |
| ---- | -------------------- | ---- | --- | ---- | ---- | ---- | --- | --- | ---- | --- | --- | --- | --- | ---- | --- | ---- | --- | --- | ------ |
| 1    | Kimi Räikkönen       | 1P R | 3   | 3    | Ab   | 8    | 5   | 4R  | 1    | 1R  | AbP | 2R  | 2R  | 3    | 1P  | 3    | 1   | 1R  | 110    |
| 2    | Lewis Hamilton       | 3    | 2R  | 2    | 2    | 2    | 1P  | 1P  | 3    | 3P  | 9   | 1P  | 5   | 2    | 4   | 1P R | AbP | 7   | 109    |
| 3    | Fernando Alonso      | 2    | 1   | 5    | 3    | 1P R | 7R  | 2   | 7    | 2   | 1   | 4   | 3   | 1P R | 3   | Ab   | 2   | 3   | 109    |
| 4    | Felipe Massa         | 6    | 5P  | 1P R | 1P R | 3    | DSC | 3   | 2P R | 5   | 2R  | 13  | 1P  | Ab   | 2R  | 6    | 3R  | 2P  | 94     |
| 5    | Nick Heidfeld        | 4    | 4   | 4    | Ab   | 6    | 2   | Ab  | 5    | 6   | 6   | 3   | 4   | 4    | 5   | 14*  | 7   | 6   | 61     |
| 6    | Robert Kubica        | Ab   | 18  | 6    | 4    | 5    | Ab  |     | 4    | 4   | 7   | 5   | 8   | 5    | 9   | 7    | Ab  | 5   | 39     |
| 7    | Heikki Kovalainen    | 10   | 8   | 9    | 7    | 13   | 4   | 5   | 15   | 7   | 8   | 8   | 6   | 7    | 8   | 2    | 9   | Ab  | 30     |
| 8    | Giancarlo Fisichella | 5    | 6   | 8    | 9    | 4    | DSC | 9   | 6    | 8   | 10  | 12  | 9   | 12   | Ab  | 5    | 11  | Ab  | 21     |
| 9    | Nico Rosberg         | 7    | Ab  | 10   | 6    | 12   | 10  | 16* | 9    | 12  | Ab  | 7   | 7   | 6    | 6   | Ab   | 16  | 4   | 20     |
| 10   | David Coulthard      | Ab   | Ab  | Ab   | 5    | 14   | Ab  | Ab  | 13   | 11  | 5   | 11  | 10  | Ab   | Ab  | 4    | 8   | 9   | 14     |
| 11   | Alexander Wurz       | Ab   | 9   | 11   | Ab   | 7    | 3   | 10  | 14   | 13  | 4   | 14  | 11  | 13   | Ab  | Ab   | 12  |     | 13     |
| 12   | Mark Webber          | 13   | 10  | Ab   | Ab   | Ab   | 9   | 7   | 12   | Ab  | 3   | 9   | Ab  | 9    | 7   | Ab   | 10  | Ab  | 10     |
| 13   | Jarno Trulli         | 9    | 7   | 7    | Ab   | 15   | Ab  | 6   | Ab   | Ab  | 13  | 10  | 16  | 11   | 11  | 13   | 13  | 8   | 8      |
| 14   | Sebastian Vettel     |      |     |      |      |      |     | 8   |      |     |     | 16  | 19  | 18   | Ab  | Ab   | 4   | Ab  | 6      |
| 15   | Jenson Button        | 15   | 12  | Ab   | 12   | 11   | Ab  | 12  | 8    | 10  | Ab  | Ab  | 13  | 8    | Ab  | 11*  | 5   | Ab  | 6      |
| 16   | Ralf Schumacher      | 8    | 15  | 12   | Ab   | 16   | 8   | Ab  | 10   | Ab  | Ab  | 6   | 12  | 15   | 10  | Ab   | Ab  | 11  | 5      |
| 17   | Takuma Sato          | 12   | 13  | Ab   | 8    | 17   | 6   | Ab  | 16   | 14  | Ab  | 15  | 18  | 16   | 15  | 15*  | 14  | 12  | 4      |
| 18   | Vitantonio Liuzzi    | 14   | 17  | Ab   | Ab   | Ab   | Ab  | 17* | Ab   | 16* | Ab  | Ab  | 15  | 17   | 12  | 9    | 6   | 13  | 3      |
| 19   | Adrian Sutil         | 17   | Ab  | 15   | 13   | Ab   | Ab  | 14  | 17   | Ab  | Ab  | 17  | 21* | 19   | 14  | 8    | Ab  | Ab  | 1      |
| 20   | Rubens Barrichello   | 11   | 11  | 13   | 10   | 10   | 12  | Ab  | 11   | 9   | 11  | 18  | 17  | 10   | 13  | 10   | 15  | Ab  | 0      |
| 21   | Scott Speed          | Ab   | 14  | Ab   | Ab   | 9    | Ab  | 13  | Ab   | Ab  | Ab  |     |     |      |     |      |     |     | 0      |
| 22   | Kazuki Nakajima      |      |     |      |      |      |     |     |      |     |     |     |     |      |     |      |     | 10  | 0      |
| 23   | Anthony Davidson     | 16   | 16  | 16*  | 11   | 18   | 11  | 11  | Ab   | Ab  | 12  | Ab  | 14  | 14   | 16  | Ab   | Ab  | 14  | 0      |
| 24   | Sakon Yamamoto       |      |     |      |      |      |     |     |      |     |     | Ab  | 20  | 20   | 17  | 12   | 17  | Ab  | 0      |
| 25   | Christijan Albers    | Ab   | Ab  | 14   | 14   | 19*  | Ab  | 15  | Ab   | 15  |     |     |     |      |     |      |     |     | 0      |
| —    | Markus Winkelhock    |      |     |      |      |      |     |     |      |     | Ab  |     |     |      |     |      |     |     | 0      |
| Poz. | Pilot                | AUS  | MAL | BHR  | ESP  | MON  | CAN | USA | FRA  | GBR | EUR | HUN | TUR | ITA  | BEL | JPN  | CHN | BRA | Puncte |

| Legendă      | Legendă                                                |
| Culoare      | Rezultat                                               |
| ------------ | ------------------------------------------------------ |
| Auriu        | Câștigător                                             |
| Argintiu     | Locul 2                                                |
| Bronz        | Locul 3                                                |
| Verde        | Alte locuri care punctează                             |
| Albastru     | Alte locuri                                            |
| Albastru     | Nu s-a clasat, dar a terminat cursa (NC)               |
| Purpuriu     | A abandonat cursa (Ab)                                 |
| Negru        | Descalificat (DSC)                                     |
| Alb          | Nu a luat startul (NS)                                 |
| Roșu         | Nu s-a calificat (NSC)                                 |
| Fără culoare | Retras înainte de calificări (Ret)                     |
| Fără culoare | Exclus (EX)                                            |
| Fără culoare | Nu a participat (celulă goală)                         |
| Adnotare     | Însemnătate                                            |
| P            | Pole position                                          |
| R            | Cel mai rapid tur                                      |
| *            | Nu a terminat, dar a parcurs mai mult de 90% din cursă |

### Clasament Campionatul Mondial al Constructorilor
| Poz. | Constructor       | AUS  | MAL | BHR  | ESP  | MON  | CAN | USA | FRA  | GBR | EUR | HUN | TUR | ITA  | BEL | JPN   | CHN | BRA | Puncte    |
| ---- | ----------------- | ---- | --- | ---- | ---- | ---- | --- | --- | ---- | --- | --- | --- | --- | ---- | --- | ----- | --- | --- | --------- |
| 1    | Ferrari           | 1P R | 3   | 1P R | 1P R | 3    | 5   | 3   | 1    | 1R  | 2R  | 2R  | 1P  | 3    | 1P  | 3     | 1   | 1R  | 204       |
| 1    | Ferrari           | 6    | 5   | 3    | Ab   | 8    | DSC | 4R  | 2P R | 5   | AbP | 13  | 2R  | Ab   | 2R  | 6     | 3R  | 2P  | 204       |
| 2    | BMW               | 4    | 4   | 4    | 4    | 5    | 2   | 8   | 4    | 4   | 6   | 3   | 4   | 4    | 5   | 7     | 7   | 5   | 101       |
| 2    | BMW               | Ab   | 18  | 6    | Ab   | 6    | Ab  | Ab  | 5    | 6   | 7   | 5   | 8   | 5    | 9   | 14*   | Ab  | 6   | 101       |
| 3    | Renault           | 5    | 6   | 8    | 7    | 4    | 4   | 5   | 6    | 7   | 8   | 8   | 6   | 7    | 8   | 2     | 9   | Ab  | 51        |
| 3    | Renault           | 10   | 8   | 9    | 9    | 13   | DSC | 9   | 15   | 8   | 10  | 12  | 9   | 12   | Ab  | 5     | 11  | Ab  | 51        |
| 4    | Williams-Toyota   | 7    | 9   | 10   | 6    | 7    | 3   | 10  | 9    | 12  | 4   | 7   | 7   | 6    | 6   | Ab    | 12  | 4   | 33        |
| 4    | Williams-Toyota   | Ab   | Ab  | 11   | Ab   | 12   | 10  | 16* | 14   | 13  | Ab  | 14  | 11  | 13   | Ab  | Ab    | 16  | 10  | 33        |
| 5    | Red Bull-Renault  | 13   | 10  | Ab   | 5    | 14   | 9   | 7   | 12   | 11  | 3   | 9   | 10  | 9    | 7   | 4     | 8   | 9   | 24        |
| 5    | Red Bull-Renault  | Ab   | Ab  | Ab   | Ab   | Ab   | Ab  | Ab  | 13   | Ab  | 5   | 11  | Ab  | Ab   | Ab  | Ab    | 10  | Ab  | 24        |
| 6    | Toyota            | 8    | 7   | 7    | Ab   | 15   | 8   | 6   | 10   | Ab  | 13  | 6   | 12  | 11   | 10  | 13    | 13  | 8   | 13        |
| 6    | Toyota            | 9    | 15  | 12   | Ab   | 16   | Ab  | Ab  | Ab   | Ab  | Ab  | 10  | 16  | 15   | 11  | Ab    | Ab  | 11  | 13        |
| 7    | STR-Ferrari       | 14   | 14  | Ab   | Ab   | 9    | Ab  | 13  | Ab   | 16* | Ab  | 16  | 15  | 17   | 12  | 9     | 4   | 13  | 8         |
| 7    | STR-Ferrari       | Ab   | 17  | Ab   | Ab   | Ab   | Ab  | 17* | Ab   | Ab  | Ab  | Ab  | 19  | 18   | Ab  | Ab    | 6   | Ab  | 8         |
| 8    | Honda             | 11   | 11  | 13   | 10   | 10   | 12  | 12  | 8    | 9   | 11  | 18  | 13  | 8    | 13  | 10    | 5   | Ab  | 6         |
| 8    | Honda             | 15   | 12  | Ab   | 12   | 11   | Ab  | Ab  | 11   | 10  | Ab  | Ab  | 17  | 10   | Ab  | 11*   | 15  | Ab  | 6         |
| 9    | Super Aguri-Honda | 12   | 13  | 16*  | 8    | 17   | 6   | 11  | 16   | 14  | 12  | 15  | 14  | 14   | 15  | 15*   | 14  | 12  | 4         |
| 9    | Super Aguri-Honda | 16   | 16  | Ab   | 11   | 18   | 11  | Ab  | Ab   | Ab  | Ab  | Ab  | 18  | 16   | 16  | Ab    | Ab  | 14  | 4         |
| 10   | Spyker-Ferrari    | 17   | Ab  | 14   | 13   | 19*  | Ab  | 14  | 17   | 15  | Ab  | 17  | 20  | 19   | 14  | 8     | 17  | Ab  | 1         |
| 10   | Spyker-Ferrari    | Ab   | Ab  | 15   | 14   | Ab   | Ab  | 15  | Ab   | Ab  | Ab  | Ab  | 21* | 20   | 17  | 12    | Ab  | Ab  | 1         |
| EX   | McLaren-Mercedes  | 2    | 1   | 2    | 2    | 1P R | 1P  | 1P  | 3    | 2   | 1   | 1P  | 3   | 1P R | 3   | 1 P R | 2   | 3   | DSC (166) |
| EX   | McLaren-Mercedes  | 3    | 2R  | 5    | 3    | 2    | 7R  | 2   | 7    | 3P  | 9   | 4   | 5   | 2    | 4   | Ab    | AbP | 7   | DSC (166) |
| Poz. | Constructor       | AUS  | MAL | BHR  | ESP  | MON  | CAN | USA | FRA  | GBR | EUR | HUN | TUR | ITA  | BEL | JPN   | CHN | BRA | Puncte    |

| Legendă      | Legendă                                                |
| Culoare      | Rezultat                                               |
| ------------ | ------------------------------------------------------ |
| Auriu        | Câștigător                                             |
| Argintiu     | Locul 2                                                |
| Bronz        | Locul 3                                                |
| Verde        | Alte locuri care punctează                             |
| Albastru     | Alte locuri                                            |
| Albastru     | Nu s-a clasat, dar a terminat cursa (NC)               |
| Purpuriu     | A abandonat cursa (Ab)                                 |
| Negru        | Descalificat (DSC)                                     |
| Alb          | Nu a luat startul (NS)                                 |
| Roșu         | Nu s-a calificat (NSC)                                 |
| Fără culoare | Retras înainte de calificări (Ret)                     |
| Fără culoare | Exclus (EX)                                            |
| Fără culoare | Nu a participat (celulă goală)                         |
| Adnotare     | Însemnătate                                            |
| P            | Pole position                                          |
| R            | Cel mai rapid tur                                      |
| *            | Nu a terminat, dar a parcurs mai mult de 90% din cursă |

Note:
- Pozițiile sunt sortate după cel mai bun rezultat, rândurile nefiind legate de piloți. În caz de egalitate de puncte, cele mai bune poziții obținute au determinat rezultatul.